# NGC 4384
NGC 4384 är en spiralgalax i stjärnbilden Stora björnen. Den upptäcktes den 2 april 1791 av William Herschel. 